# Il malato immaginario
Il malato immaginario (Le Malade imaginaire), è una Comédie-ballet in III atti, del drammaturgo francese Molière. Da ricordare che nel XVII secolo, in Francia, il termine "immaginario" significava pazzo. Tutti e tre gli atti sono seguiti da altrettanti intermezzi.
La pièce venne rappresentata per la prima volta al Palais-Royal il 10 febbraio 1673, dalla "Troupe du Roy", con le musiche di Marc-Antoine Charpentier, e coreografie di Pierre Beauchamp. L'opera è quasi un'autobiografia del drammaturgo. Intesa dal suo autore come una farsa, è inframmezzata da intermezzi musicali e balletti giustapposti alla commedia, inseriti all'unico scopo di compiacere i gusti di Luigi XIV, lasciando però intatta la struttura dell'opera.
Scritta nell'ultimo anno di vita di Molière, la commedia è intrisa di realismo. Lo stesso protagonista, che si presenta come un classico personaggio farsesco, pronuncia a tratti affermazioni lucide e ragionevoli, mostrando un cinismo e una disillusione che tradiscono le amare riflessioni dello stesso autore, il quale approfitta delle occasioni comiche offerte dalla trama per introdurre in modo inaspettato un'aspra denuncia della società del suo tempo.
Il 17 febbraio del 1673 Molière, che interpretava Argante, portò a termine la rappresentazione di questa commedia nonostante il suo grave stato di salute, morendo infine poche ore dopo.

## Trama

### Primo atto
La scena inizia con l'ipocondriaco Argante (interpretato da Molière) che pondera il prezzo delle ricette e dei medicinali a lui prescritti dal Dottor Olezzo e dal Dottor Purgone. Finiti i suoi calcoli, manda a chiamare Tonietta (o Tonina) a che possa riordinare stanza. Tonietta coglie l'occasione per asserire contrariata che entrambi i suoi dottori si stanno approfittando delle sue manie ipocondriache per lucrarci. Argante ribatte accusandola di ignoranza, e le ingiunge di rispettare la professione medica; manda poi a chiamare la figlia Angelica, per dirle che ella andrà in sposa a Tommaso Diaforetico, figlio del Dottor Diaforetico, nipote del Dottor Purgone, Angelica gli dice di essere innamorata solamente di Cleante e di non voler prender altro marito che lui. Tonietta, già a conoscenza dell'amore di Angelica, interviene in sua difesa chiedendo al padre il motivo della scelta di Tommaso Diaforetico, e Argante le spiega che, vedendosi affetto da una grave malattia al fegato, ha interesse a desiderare un Medico come genero che possa essere costantemente presente per curarlo, e aggiunge che la famiglia Diaforetico è economicamente ben agiata. Spalleggiata da Antonietta, Angelica asserisce che la scelta del suo futuro marito deve spettare solo a lei e non a terzi. Argante ribatte che se non sposerà Tommaso la manderà in convento, come vuole la sua matrigna, ma Antonietta continua la difesa di Angelica, mandando su tutte le furie Argante. Arriva però Belinda, che con mille moine calma il padrone di casa. Mosso dalla riconoscenza per l'amore e le cure che la moglie gli porta, Argante decide di fare testamento, lasciando tutto a lei, e tutti mandano a chiamare il notaio, che casualmente si trova già fuori di casa.
Entra quindi il Signor Buonafede, che informa Argante che secondo il diritto consuetudinario di Parigi egli non può lasciar tutto a sua moglie, e per farlo dovrebbe ricorrere all'espediente di lasciar tutto ad un'altra persona che, dopo la sua morte, passerà tutti i beni a sua moglie. L'inaspettata notizia affligge Argante, che vuole comunque darle 20.000 franchi e 2 titoli da 4.000 e 6.000 franchi, di cui dispone in casa. Belinda nasconde malamente la smania di poterli prendere, mentre Argante la invita a recarsi nel suo studio per stilare il testamento. Nel frattempo Angelica chiede alla fidata Tonietta di recare al suo amato Cleante l'infausta decisione di suo padre; Tonietta decide di affidare tale incarico di messo al suo fidanzato Pulcinella, l'usuraio...

### Primo intermezzo
Balletto
Il primo intermezzo viene rappresentato da Pulcinella che è disperato perché sa che il suo grande amore per Tonietta non è corrisposto, e decide quindi di farle una serenata. I violini però disturbano la sua scena d'amore, e c'è un duetto tra Pulcinella e i violini. Intervengono poi gli arcieri, che Pulcinella allontana con violenza e si ribella quando, risentiti, essi lo vogliono imprigionare. Non avendo Pulcinella i soldi per pagare un'ammenda, Pulcinella dovrà scegliere fra trenta sberle o dodici bastonate, e sceglie le seconde, al che gli arcieri ballerini gli danno delle bastonate in cadenza, ma alla fine danzano tutti.

### Secondo atto
Con grande sorpresa di Tonietta, Cleante si presenta alla porta, confidandole che per stare un po' in compagnia di Angelica si spaccerà per l'amico del suo maestro di musica, mandato lì per sostituirlo poiché malato. Una volta annunciato da Tonietta, Cleante spiega al padrone di casa che è stato mandato dal maestro di musica, il quale è stato costretto ad andare in campagna. Argante manda a chiamare Angelica, proponendo di assistere alle sue prove di musica, ma prima di poter dare inizio a tali esibizioni, Tonietta avvisa Argante dell'arrivo del Dottor Diaforetico e di suo figlio. Argante invita Cleante a conoscere il futuro sposo di Angelica, e il Dottor Diaforetico e Argante si scambiano sommi saluti, entusiasti l'uno dell'altro di vedersi.
La parola va dunque a Tommaso Diaforetico, che si mostra anch'egli entusiasta del suo futuro matrimonio, al che padre e figlio si alternano, lodando le proprie doti. Argante chiede al medico per quale motivo non abbia interesse nel far lavorare il figlio a corte, e il Dottor Diaforetico risponde che i nobili vogliono essere subito guariti; ciò mette in risalto come Diaforetico abbia interesse di trascinare pateticamente nel tempo finte cure, al solo scopo di arricchirsi, prerogativa di molti medici di allora. Argante propone di sentire l'esibizione musicale di Angelica e Cleante, e quest'ultimo spiega ad Angelica la storia e la parte che deve interpretare: la trama narra di un pastore che trae una pastorella in salvo dalle violenze di un altro pastore, e tra i due nasce un profondo amore, ma ella gli dice che suo padre le ha ingiunto di sposarsi con un altro uomo. I due iniziano a cantare in versi con rima baciata l'angoscia dei due pastorelli Tirsi e Filli. Argante ovviamente non coglie l'antifona/retorica di tali parole, ritenendo l'opera di pessimo esempio.
Giunge Belinda, la quale viene salutata da Tommaso Diaforetico con grandi complimenti. Tommaso si rivolge ad Angelica mostrandole di essere intenzionato a sposarsi il prima possibile, ma Angelica si difende dalle di lui incitazioni, asserendo di non conoscerlo bene ancora. Belinda appoggia il volere di Argante, e Angelica la accusa implicitamente di averlo sposato solo per i soldi; questo porta il padre a scusarsi con tutti i presenti per la ritrosia e la contrarietà della figlia. Prima di congedarsi, il Dottor Diaforetico e figlio visitano il signor Argante diagnosticandogli malori e prescrivendogli diete diverse da quelle del Dottor Purgone. Belinda avverte Argante di aver visto Angelica in camera sua in compagnia della sorella minore Luigina e di un uomo. Argante manda quindi a chiamare Luigina per avere chiarimenti su ciò. Luigina tenta di tener nascosto tutto, poiché l'ha promesso a sua sorella, ma Argante la percuote con delle verghe; Luigina si finge però morta per il colpo, scatenando rimorsi e disperazione nel padre. Per fortuna, Luigina gli mostra di aver finto, e gli confessa di aver assistito ad un uomo che, dopo alcuni diverbi con Angelica, le ha baciato la mano, fuggendo alla vista della matrigna. Arriva Beraldo, che venuto a sapere delle intenzioni di suo fratello chiede chiarimenti su ciò. Prima di iniziare a discorrere, lo invita ad assistere ad una Mascherata, per alleviare i suoi mali e farlo divertire.

### Secondo intermezzo
Il secondo intermezzo viene rappresentato da diversi Egiziani che, vestiti da Mori, fanno delle danze intrecciate da canzoni. Alla fine fanno danzare anche delle scimmie che hanno portato con loro.

### Terzo atto
Beraldo comincia a discutere con suo fratello Argante: inizia parlandogli della moglie, per la quale non ha simpatie, continua parlando del matrimonio di Angelica, asserendo che deve essere ella a scegliersi il marito, e conclude accusandolo di non avere assolutamente alcun tipo di malattia e di essere schiavo delle sue fobie, oltre che della medicina e dei medici, che ritiene bravi a parole e nella teoria, ma poco efficienti nella pratica. Argante ribatte dicendogli di non mancar di rispetto alla scienza medica e tanto meno ai medici, che svolgono l'arte di salvare le vite umane. Beraldo ribatte a sua volta dicendogli che contro i malori la miglior soluzione è il riposo e non tutti i rimedi fasulli dei medici, i quali, oltre ad arricchirsi le tasche, reputano la loro professione assolutamente somma e non criticabile; gli confessa inoltre che avrebbe voluto portarlo a vedere una commedia di Molière, che a tal proposito avrebbe fatto maggior luce su ciò.
Argante ribatte che Beraldo è un insolente a criticare la Medicina e i medici, che a suo avviso sono delle persone studiose e gentiluomini, e conclude dicendo che se Beraldo si ammalasse e lui fosse un medico gli direbbe di crepare, senza recargli alcun aiuto. Beraldo gli risponde che ciò non potrebbe mai accadere, perché Molière non ricorrerebbe mai all'ausilio di un medico. Arriva il Signor Fiorente, invece del Dottor Purgone, per somministrare la consueta cura ad Argante. Beraldo si oppone biasimandolo delle sue continue cure ridicole. A tali parole il Signor Fiorente si offende e lo ammonisce per le critiche che destina alla scienza medica, e se ne va rifiutando di somministrare la cura e annunciando di riferire tutto al Dottor Purgone, sconcertando Argante. Giunge dunque il Dottor Purgone, profondamente offeso e adirato, che accusa Argante e suo fratello di farsi beffa della Medicina rifiutandosi di ricevere la consueta cura, e proclama di non voler esser più suo medico e di rompere qualsiasi legame di amicizia o parentela con lui, scioglie il fidanzamento tra suo nipote e Angelica e se ne va prevedendogli sciagure e una morte certa in meno di quattro giorni. A tali parole Argante rimane sconvolto e si abbatte.
Tonietta nel frattempo inscena con l'aiuto di Beraldo una farsa ad Argante, spacciandosi per medico, e si presenta asserendo di aver avuto sentore del caso cronico di Argante e di essersi recata lì per aiutarlo. Dopo averlo visitato, Tonietta gli diagnostica un disturbo ai polmoni e gli prescrive di mangiare grandi arrosti e bere molto vino rosso, affermando di avere novant'anni invece dei ventisei che dimostra, il che è dovuto alle sue conoscenze mediche, e gli consiglia di cavarsi un occhio e di amputarsi un braccio, che secondo lei sono mal funzionanti, lasciando basito Argante, che si rifiuta. Finita la finta visita, Tonietta se ne va, asserendo di dover partecipare a una riunione medica; finito tutto, la giovane si cambia così velocemente, approfittando dell'ingenuità di Argante, che egli non sospetta minimamente la messa in scena di Tonietta e tutte le fantasticherie che gli racconta, nonostante la netta somiglianza con la dottoressa. Tonietta ritorna nelle spoglie di serva e insieme a Beraldo discute con Argante del futuro di Angelica, visto che non andrà più in moglie a Tommaso Diaforetico. Argante dichiara che la farà suora, seguendo il consiglio di sua moglie, ma Beraldo biasima la totale sottomissione di Argante alla moglie oltre che alle medicine, e aggiunge che egli cade in tutti i suoi tranelli. Argante ribatte dicendo che è una moglie premurosa e che pensa solo a lui.
Tonietta allora convince il padrone di casa a fingersi morto a Belinda, per vedere la sua reazione. Argante acconsente, convinto di mostrare quello che sostiene. Appena rientra Belinda, Tonietta inizia a urlare in preda al dolore, avvisandola della morte del marito. Belinda confessa di essere sollevata da tale notizia, aggiungendo che Argante era una persona sudicia, sgradevole, disgustosa e scomoda per tutti, ed esorta la serva a farle da complice, nascondendo momentaneamente il suo cadavere e razziando i suoi beni. A quel punto Argante si alza in piedi proclamandosi ancora vivo, mentre Beraldo e Tonietta si mostrano felici che il marito conosca finalmente la vera faccia della moglie. Tonietta convince Argante ad allestire la stessa scena con Angelica, la quale si dispera della morte di suo padre, unico che le voleva davvero bene. Argante quindi si alza in piedi ed abbraccia la figlia acconsentendole di sposare Cleante, a patto che quest'ultimo diventi medico, dati i suoi malori. Cleante si mostra favorevole a ciò, ma Tonietta e Beraldo convincono Argante a divenire lui stesso medico. Argante si mostra inizialmente impossibilitato a ciò, dal momento che non è più giovane e che non conosce il latino e tanto meno ha le basilari nozioni mediche, ma Tonietta e Beraldo gli rivelano che basta portare il camice di medico per poter essere tale, e Beraldo gli aggiunge che la sera stessa farà venire una facoltà di medici che lo faranno medico, con tanto di cerimonia. Preoccupata per tali eventi, Angelica chiede chiarimenti a Beraldo, che le confessa che farà venire dei comici travestiti da medico, che insceneranno la proclamazione di Argante come nuovo medico, con grande allegria e divertimento generale, e aggiunge che ciò non corrisponde a burlarsi di lui, ma ad assecondare i suoi capricci.

### Terzo intermezzo
Il terzo intermezzo viene rappresentato dalla cerimonia burlesca nella quale un uomo viene proclamato medico. Il coro è formato da otto porta clisteri, sei speziali e ventidue dottori, di cui otto chirurghi ballano e due cantano con versi tutti in latino. Alla fine tutti i chirurghi e speziali vengono a fargli il saluto in cadenza, poi tutti ballano al suono degli strumenti e delle voci, delle battute di mano e dei mortai, quelli in genere usati dagli speziali.

## Il tema del medico
Il malato immaginario ha come oggetto della propria satira sia la mania ipocondriaca del malato che l'imperizia dei medici che cercano di prendersene cura. Si alternano in molte scene figure caricaturali di medici dai nomi e dagli atteggiamenti più ridicoli: dal dottor Purgone al farmacista Olezzanti, dal dottor Diarroicus, che è tradotto dal francese Diafoirus, (il prefisso greco dia, usato ancora oggi nella medicina moderna, ricorda diarrehée, termine usato in campo medico sin dal secolo XIV.) a suo figlio Tommaso.
Ognuna di queste figure è riconducibile ad un modello di medico che Molière dipinge come egoista, ipocrita, avaro e formalista. Il figlio del dottor Diarroicus, ad esempio, entra in scena nel secondo atto e costituisce perfettamente il giovane medico che Molière vuole rappresentare. Viene presentato in questi termini:
Tommaso impara a memoria il discorso di presentazione alla famiglia di Argante e se interrotto non è in grado di proseguire logicamente. Il padre, nella medesima scena, presenta questo limite intellettuale del figlio come un vanto dell'educazione che gli ha fornito: Molière, così facendo, polemizza anche sulla formazione culturale della classe medica. Sia il dottor Diarroicus che il dottor Purgone (così come il farmacista) ostentano quasi sempre le conoscenze delle lingue antiche, con discorsi inutili e pomposi.
Giunti verso la fine della commedia, dunque, il personaggio di Beraldo sconfessa completamente la medicina definendola “una della più grandi follie dell'umanità” e crede addirittura “ridicolo un uomo che pretende di guarirne un altro". Il discorso di Beraldo è, secondo lo studioso Sandro Bajini, dunque, una critica razionalistica circa lo scarso livello scientifico della medicina di quel tempo e pone l'attenzione della satira più che sul medico in particolare, sull'uomo vinto dalle illusioni.